# شب‌نامه
شب‌نامه– رساله‌ای چاپی است که هشدارها، جهت‌گیری‌ها و دستورهای یک رهبر را ابلاغ می‌کند، و به‌صورت پنهانی توزیع می‌شود.
از شب‌نامه‌ها در طول تاریخ ایران بارها استفاده شده‌است. برای نمونه در طول جنبش مشروطهٔ ایران، شب‌نامه‌ها در تهران پخش می‌شدند و اشغال بخش‌هایی از سرزمین ایران توسط روس‌ها را محکوم می‌کردند.

## برای مطالعهٔ بیشتر
- شورش طالبان و تحلیلی از شبنم (نامه‌های شبانه). توماس اچ. جانسون، جنگ‌های کوچک و شورشیان، جلد ۱۸، شمارهٔ ۳، ۳۱۷–۳۴۴، سپتامبر ۲۰۰۷